# Nina Vajić
Nina Vajić (Zagreb, 22 februari 1948) is een Kroatisch rechtsgeleerde.

## Carrière
Vajić studeerde aan de Faculteit der Rechtsgeleerdheid van de Universiteit van Zagreb tussen 1966 en 1971. Ze verkreeg er de graad Bachelor of Laws (LLB). Ze vervolgde haar studie aan dezelfde universiteit en verkreeg in 1973 ook haar Master of Laws (LLM) en in 1984 de graad Doctor of Juridical Science (JSD).
Tussen 1 november 1998 en 1 januari 2013 vertegenwoordigde ze Kroatië als rechter bij het Europees Hof voor de Rechten van de Mens (EHRM) in Straatsburg. Ze heeft hier ook gediend als vicepresident en president van een van de vijf secties (administratieve entiteiten) van het EHRM.
Sinds 2 september 2014 is ze raadslid van de Commissie voor het Beheer van Gegevensbestanden van Interpol.